# Тіналі
Тіналі́ (каз. Тінәлі) — село у складі Акжаїцького району Західноказахстанської області Казахстану. Входить до складу Акжольського сільського округу.
У радянські часи село називалось Ферма № 1 совхоза Лбіщенський або Тіналієво.
Населення — 198 осіб (2021; 307 у 2009, 478 у 1999, 348 у 1989).